# Rumex rosemurphyae
Rumex rosemurphyae är en slideväxtart som beskrevs av D.T. Holyoak. Rumex rosemurphyae ingår i släktet skräppor, och familjen slideväxter. Inga underarter finns listade i Catalogue of Life.